# Holzkamp (Ganderkesee)
Holzkamp ist ein Ortsteil der Gemeinde Ganderkesee im niedersächsischen Landkreis Oldenburg.

## Geografie und Verkehrsanbindung
Der Ortsteil liegt südöstlich vom Kernbereich von Ganderkesee. Am östlichen Ortsrand fließt die 46 km lange Delme.
Durch den Ort führt die Landesstraße L 874. Die Bundesstraße 213 verläuft in geringer Entfernung westlich und die A 28 nördlich.